# Waterloo Road
Waterloo Road – brytyjski serial telewizyjny, łączący elementy dramatu i serialu obyczajowego, emitowany w latach 2006-2015 przez telewizję BBC (do 2014 roku na antenie BBC One, ostatnia seria na antenie BBC Three).
W 2011 roku National Television Awards przyznał główną nagrodę dla serialu, w kategorii "Najbardziej Popularny Dramat".

## Opis fabuły
Serial opowiada o problemach w szkole zarówno nauczycieli jak i uczniów. Ukazuje ich życie, problemy socjologiczne, romanse szkolne, aborcje, rozwody czy samobójstwa.

## Historia
Osiem części pierwszej serii zostało nakręconych w drugiej połowie 2005 roku, a na wizji pojawiły się z początkiem 2006 roku.
Seria druga została wyemitowana 26 kwietnia 2007 roku.
Trzecia seria wystartowała 11 listopada 2007 roku, a ostatni odcinek widzowie mogli obejrzeć 17 marca 2008 roku. W wyniku sukcesu 3 serii, zdecydowano nakręcić kolejny sezon, złożony z dwudziestu epizodów.
Czwarta seria pojawiła się w telewizji BBC One 7 stycznia 2009 roku i przyniosła 4,5-milionową oglądalność.
Piąta seria wystartowała 28 października 2009 w BBC One, a zakończyła się 15 lipca 2010. Tak długa emisja tej serii była spowodowana przerwą na Święta Bożego Narodzenia, kolejną przerwą związaną z wyborami parlamentarnymi, oraz następną przerwą na Mistrzostwa Świata w Piłce Nożnej.
Nagrywanie serii szóstej rozpoczęło się 9 listopada, a skończyło 7 maja 2010. Emisja tej serii rozpoczęła się 1 września 2010 roku, a zakończyła 6 kwietnia 2011 roku.
Seria siódma została wyemitowana w 2011 roku.
Ósma seria rozpoczęta 23 sierpnia 2013 roku, po wyemitowaniu 30 odcinków zakończyła się 4 lipca 2013 roku.

## Emisja i oglądalność
| Seria | Liczba odcinków | Premiera             | Finał            | Oglądalność (mln) |
| ----- | --------------- | -------------------- | ---------------- | ----------------- |
| 1     | 8               | 9 marca 2006         | 27 kwietnia 2006 | 4,6               |
| 2     | 12              | 18 stycznia 2007     | 26 kwietnia 2007 | 4,3               |
| 3     | 20              | 11 października 2007 | 13 marca 2008    | 5,0               |
| 4     | 20              | 7 stycznia 2009      | 20 maja 2009     | 4,7               |
| 5     | 20              | 28 października 2009 | 15 lipca 2010    | 4,8               |
| 6     | 20              | 1 września 2010      | 6 kwietnia 2011  | 4,9               |
| 7     | 30              | 4 maja 2011          | 25 kwietnia 2012 | 5,1               |
| 8     | 30              | 23 sierpnia 2012     | 4 lipca 2013     | 4,4               |
| 9     | 20              | 22 sierpnia 2013     | 12 marca 2014    | 4,1               |
| 10    | 20              | 15 października 2014 | 9 marca 2015     | 3,6               |